# Yasothon

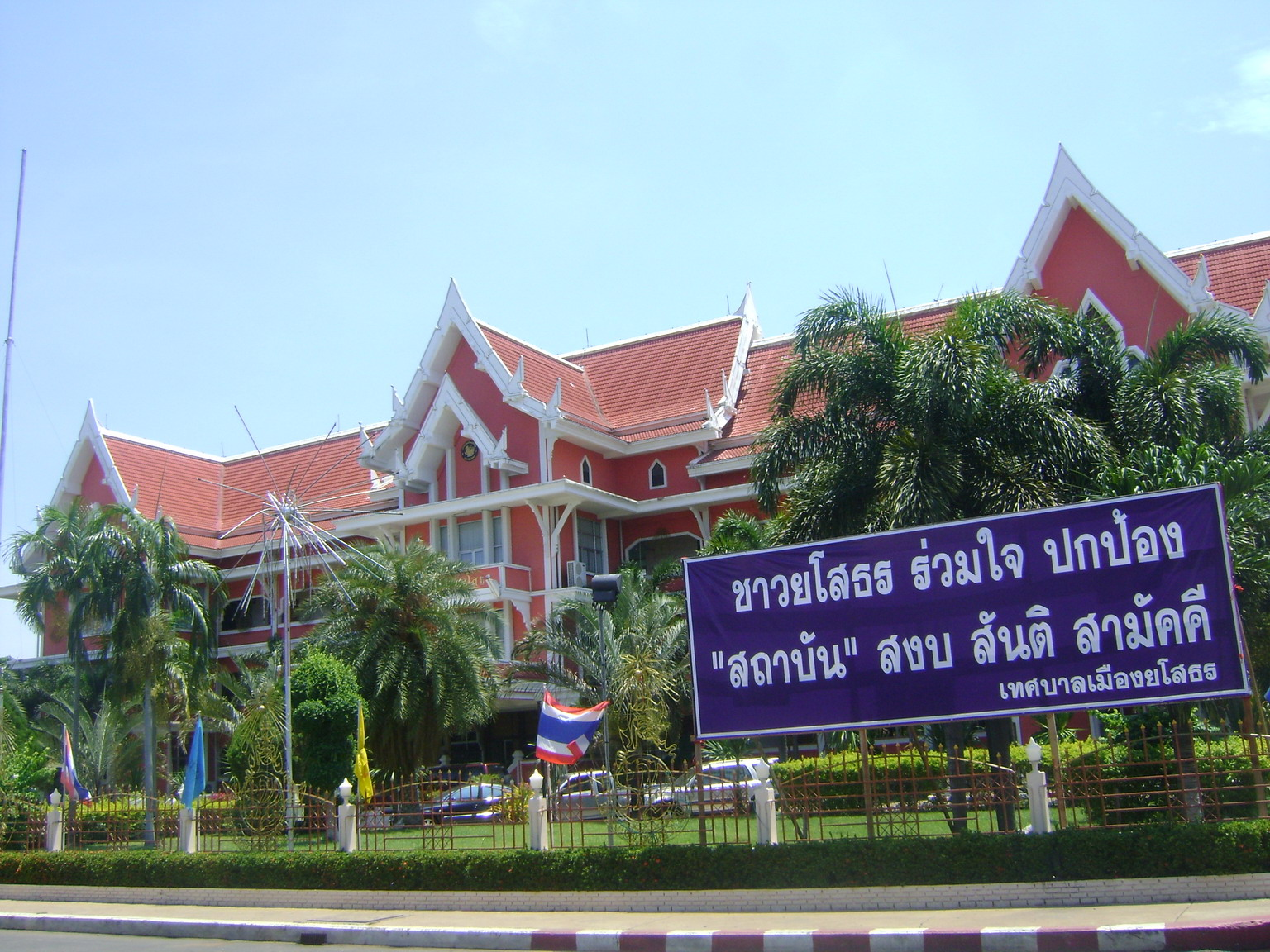
Predio da prefeitura Municipal

Yasothon (tailandês: ยโสธร ) é uma cidade na margem do rio Chi na região nordeste da Tailândia. É a capital de centro administrativo e da província de Yasothon, tinha uma população de aproximadamente 23.000 habitantes em 2005.
Fica a km pouco mais de 500 km (310 milhas) a nordeste de Bangcoc, capital tailandesa.